# Căpușu Mare
Căpușu Mare (ungarisch Magyarkapus, deutsch (alt) Großthoren) ist eine Gemeinde im Kreis Cluj in der Region Siebenbürgen in Rumänien.